# L'Homme qui était mort
L’Homme qui était mort, (titre original : The Escaped Cock) est un court roman de D. H. Lawrence  écrit en deux parties et publié en 1929. Lawrence écrivit la première partie en 1927 après avoir visité des tombes étrusques avec son ami Earl Brewster, un voyage qui amena l'auteur à réfléchir sur la mort et les mythes de la résurrection. Il ajouta la deuxième partie en 1928 lors d'un séjour à Gstaad, en Suisse.
Pierre Drieu la Rochelle en fait la traduction et en rédige l'introduction, le roman est publié en français par Gallimard NRF en 1933, réédité par République des Lettres en 2017.

## Sujet
L'histoire est une refonte de la Résurrection du Christ racontée dans le Nouveau Testament. L'homme qui survit à sa crucifixion vient célébrer son existence corporelle et sa sensualité. Lawrence lui-même a résumé The Escaped Cock dans une lettre à Brewster (3 mai 1927) :
« I wrote a story of the Resurrection, where Jesus gets up and feels very sick about everything, and can't stand the old crowd any more - so cuts out - and as he heals up, he begins to find what an astonishing place the phenomenal world is, far more marvellous than any salvation or heaven - and thanks his stars he needn't have a 'mission' any more ».
(« J'ai écrit l'histoire de la Résurrection, où Jésus se lève et se sent très malade à propos de tout, et ne peut plus supporter la foule - alors il se  coupe de tout - et alors qu'il  guérit, il commence à découvrir quel endroit étonnant est le monde phénoménal, bien plus merveilleux que tout salut ou cieux - et remercie son étoile de ne plus avoir  de mission ».)

## Éditeurs
L'éditeur Black Sun Press a publié pour la première fois The Escaped Cock en édition limitée en septembre 1929. Cinquante exemplaires ont été imprimés sur vélin japonais, signés par Lawrence et écrits à la main, avec des décorations en couleurs par l'auteur. C'est la dernière œuvre de fiction en prose de Lawrence.
The Escaped Cock a toujours été le titre préféré de Lawrence pour ce conte, mais il a aussi été imprimé sous le titre The Man Who Died  par quelques éditeurs ultérieurs. En février 1930, Lawrence mourant négociait une édition illimitée avec l'éditeur londonien Charles Lahr. Lahr a demandé que le titre soit changé pour The Man Who Died et Lawrence a finalement accepté, insistant sur le fait que le titre original devrait être conservé comme sous-titre. Cette édition projetée de Lahr ne parut pas et la première édition anglaise fut finalement publiée par Martin Secker (en) en septembre 1931 sous le titre The Man Who Died sans sous titre. L'œuvre a été illustrée par des gravures sur bois de John Farleigh.
Le manuscrit original est conservé dans la collection permanente de Salisbury House (Des Moines, Iowa) (en). Le magnat des cosmétiques Carl Weeks (en), acquit le manuscrit du marchand de livres rares Harry F. Marks de New York.